# 日蒂什泰
日蒂什泰是塞爾維亞伏伊伏丁那自治省中巴納特區的市镇。市镇面積为525平方公里，海拔高度78米，2022年人口数量为13,412人，市镇中心城区的人口数量则为2,550人。
始建於十四世紀，鎮上的東正教教堂建於1810年。

## 外部連結
- 官方网站  （塞爾維亞語）